# Квітень 2003
Квітень 2003 — четвертий місяць 2003 року, що розпочався у вівторок 1 квітня та закінчився в середу 30 квітня.

## Події
- 15 квітня — парламент Фінляндії обрав Аннелі Яаттеенмякі прем'єр-міністром, яка стала першою жінкою на цій посаді.
- 19 квітня — у Нігерії проведено президентські вибори.
- 30 квітня — терорист-смертник вбиває трьох людей у Тель-Авіві (Ізраїль).